# Shime-daiko
Le shime-daiko (締め太鼓) est un petit tambour japonais.

## Étymologie
Le mot shime-daiko (締め太鼓) est issu d'un mot plus long tsukeshime-daiko (付締め太鼓) souvent abrégé en simplement shime-daiko ou shime. Le préfixe tsukeshime (付締め) intègre les verbes tsukeru (付ける, « attacher ; lier ») et shimeru (締める, « boucler ; nouer »). Le composé implique une fixation serrée et sûre.

## Description
Il a un corps court mais large avec des peaux de tambour en peau d'animal sur ses côtés supérieur et inférieur. La peau d'un diamètre d'environ 35 cm est d'abord étirée sur des cerceaux en métal, puis sur le corps de l'instrument d'une longueur d'environ 15 cm. Semblables au tsuzumi et aux tambours parlants africains, les deux peaux du tambour sont reliées par des cordes de manière qu'elles soient rattachées l'une avec l'autre. Comme les plus grands tambours de taiko, le shime-daiko est joué avec des bâtons appelés bachi, alors qu'il est suspendu à un support. Très tendu, le shime-daiko a un ton plus haut que celui du taiko normal. Les shime-daiko sont utilisés dans divers ensembles de musique japonaise, du nagauta (長唄), ohayashi (お囃子), taiko (太鼓), à la musique folklorique ou à des ensembles de min'yō (民謡).

## Utilisation
Les tambours shime-daiko ont été utilisés dans des ensembles de taiko mais ils sont également repris pour l'accompagnement des musiques traditionnelles nô et nagauta dont la plus ancienne appelée gagaku, qui sont jouées à la cour impériale du Japon. Le kakko est dérivé du jiegu chinois, un tambour populaire en Chine pendant la dynastie Tang, tout comme le galgo coréen. Comme le kakko, il est utilisé dans divers ensembles de musique japonaise, du nagauta (長唄), ohayashi (お囃子), taiko (太鼓), dans la musique folklorique et dans des ensembles de min'yō (民謡).
L'instrument émet des sons aigus et puissants. Le bon ajustement du serrage des cordes, qui tendent les peaux du tambour, modifie la tonalité. Plus le serrage est prononcé, plus le son est puissant. Il existe de luxueux shime-daiko dont la finition est en acajou. L'instrument se décline en quatre types : nogao, nakanonaki, kominosuke et tatami. Les méthodes de notation utilisées sont en effet différentes dans chaque école.